# タイム・オブ・ジ・オウス
『タイム・オブ・ジ・オウス』（The Time of the Oath）は、ドイツのヘヴィメタルバンド、ハロウィンが1996年に発表したアルバム。

## 解説
スタジオ・フルレンス・アルバムとしては7作目となる。本作からの先行シングル「パワー」は、日本のオリコンチャートで40位に達するシングル・ヒットとなった。

## 収録曲
1. ウィ・バーン We Burn
（作詞・作曲：Andi Deris）
13thシングル「Power」のC/W
2. スティール・トーメンター Steel Tormentor
（作詞：Andi Deris / 作曲：Michael Weikath）
3. ウェイク・アップ・ザ・マウンテン Wake Up the Mountain
（作詞：Andi Deris / 作曲：Uli Kusch）
4. パワー Power
（作詞・作曲：Michael Weikath）
13thシングル
5. フォエヴァー・アンド・ワン Forever And One (Neverland)
（作詞・作曲：Andi Deris）
15thシングル
6. ビフォア・ザ・ウォー Before the War
（作詞・作曲：Andi Deris）
7. ミリオン・トゥ・ワン A Million to One
（作詞：Andi Deris・Uli Kusch / 作曲：Uli Kusch）
8. エニシング・マイ・ママ・ドント・ライク Anything My Mama Don't Like
（作詞：Andi Deris / 作曲：Andi Deris・Uli Kusch）
9. キングス・ウィル・ビー・キングス Kings Will Be Kings
（作詞・作曲：Michael Weikath）
10. ミッション・マザーランド Mission Motherland
（作詞：Michael Weikath / 作曲：Michael Weikath・Helloween）
11. イフ・アイ・ニュウ If I Knew
（作詞・作曲：Michael Weikath）
12. タイム・オブ・ジ・オウス The Time of the Oath
（作詞：Andi Deris / 作曲：Roland Grapow）
14thシングル
13. スティル・アイ・ドント・ノウ Still I Don't Know ※
（作詞：Andi Deris / 作曲：Markus Grosskopf）
14. テイク・イット・トゥ・ザ・リミット - Take It to the Limit ※
（作詞：Andi Deris / 作曲：Uli Kusch）

※日本盤ボーナストラック

### エクスパンディッド・エディション・ボーナス・ディスク
1. スティル・アイ・ドント・ノウ  Still I Don't Know
日本盤のボーナストラック
2. テイク・イット・トゥ・ザ・リミット Take It to the Limit
日本盤のボーナストラック
3. エレクトリック・アイ Electric Eye
14thシングル「The Time of the Oath」のC/W
4. マグネティック・フィールズ Electric Eye
14thシングル「The Time of the Oath」のC/W
5. レイン Rain
13thシングル「Power」のC/W
6. ウォーク・ユア・ウェイ Walk Your Way
13thシングル「Power」のC/W
7. ライト・イン・ザ・スカイ Light in the Sky
15thシングル「Forever And One (Neverland)」のC/W
8. タイム・ゴーズ・バイ Time Goes By
15thシングル「Forever And One (Neverland)」のC/W

## 参加ミュージシャン
- アンディ・デリス - vocals
- マイケル・ヴァイカート - guitar
- ローランド・グラポウ - guitar
- マーカス・グロスコフ - bass
- ウリ・カッシュ - drums